# Eupithecia isogrammata
Eupithecia isogrammata là một loài bướm đêm trong họ Geometridae.